# Maricopaite
La maricopaite è un minerale.